# NGC 6604
NGC 6604 é um aglomerado aberto com nebulosa na direção da constelação de Serpens. O objeto foi descoberto pelo astrônomo William Herschel em 1784, usando um telescópio refletor com abertura de 18,6 polegadas. Devido a sua moderada magnitude aparente (+6,5), é visível apenas com telescópios amadores ou com equipamentos superiores. 